# Driver 2
Driver 2: The Wheelman is Back (anomenat Driver 2: Back on the Streets a Europa) és la segona entrega del videojoc de la sèrie Driver.

## Jugabilitat

Rio de Janeiro en el mode de joc 'Take a Ride' (conducció lliure). Com en l'entrega anterior, el joc consisteix a conduir un cotxe pels carrers de quatre ubicacions diferents per completar les 37 missions de la història principal. Com a novetat en aquesta entrega, el jugador ara pot sortir del seu cotxe i robar-ne un altre per canviar de vehicle quan l'actual hagi patit massa danys. Fotografia de la versió per a PlayStation.

Driver 2 és la continuació del videojoc en 3D Driver, amb la mateixa estructura de joc, i hi ha la gran diferència que permet al personatge principal, Officer Tanner, sortir del cotxe i caminar per explorar zones inaccessibles o per conduir altres vehicles. Les missions de l'argument del videojoc es juguen separadament del mode 'conducció lliure' (take-a-ride en la versió anglesa) on el jugar pot visitar les ciutats al seu aire.
Les missions del videojoc són generalment fetes per anar amb cotxe, ja que s'ha d'escapar de gàngsters i policies. Abans de cada missió es visualitza una escena animada en 3D (com en la saga GTA per ajudar-nos a entendre l'argument, a més que les escenes animades de vídeo tenen un estil de Hollywood. A través d'en Tanner es pot sortir del vehicle i interaccionar amb diversos elements de l'entorn, tota la violència té lloc en les escenes animades.
Mentre que la versió original de PlayStation ofereix un mode de dos jugadors a pantalla partida, la versió de Game Boy Advance introdueix un mode de multijugador de fins a quatre jugadors.

## Sinopsi

### Argument
La història de Driver 2 segueix amb en Tanner, un oficial de policia encobert, i el seu soci, Tobias Jones, i intenteu perseguir un home anomenat Pink Lenny. En Lenny es mostra com una persona de caràcter babau a la introducció, en el Bar Red River xerrant amb un brasiler sobre espantar algú amb una pistola. 'Podràs veure la cara que fa el paio', en Lenny li diu al Brasiler. Llavors un parell d'encaputxats reals apareixen i comencen a disparar a tota la gent del bar, mentre en Lenny s'amaga en una taula de billar. En Lenny escapa per la porta del darrere. En Lenny és un antic home ric d'un cap de gàngster anomenat Solomon Caine, però un membre de la banda el va deixar de costat, un gàngster brasiler anomenat Alvaro Vasquez. Les guerres de gàngsters han començat a Chicago, i en Tanner ha de trobar en Lenny abans que la violència acabi amb ells. En el videojoc es mostra un encaputxat anomenat Jericho.

### Personatges
- Tanner - Un policia encobert i el protagonista del videojoc.
- Tobias Jones - El soci d'en Tanner i també un altre policia encobert.
- Pink Lenny - el focus criminal principal, i l'home que cada personatge del videojoc vol trobar. És un antic gàngster de Solomon Caine i es rumoreja que treballa per en Vasquez.
- Solomon Caine - un gànsgter amb un imperi nacional de propietats
- Jericho - L'home de la feina bruta d'en Caine, lloctinent i guardespatlles. Se'l coneix per les seves dues escopetes retallades negres i la caçadora negra. En Jericho és un personatge secundari al Driver 2 però esdevé el principal antagonista en la continuació, DRIV3R.
- Alvaro Vasquez - Un misteriós traficant brasiler de droga i rival d'en Caine.

### Ciutats
Al Driver 2 s'inclou quatre ciutats més grans que l'anterior videojoc. Les ciutats són Chicago i l'Havana, que són immediatament obertes pel mode 'FER UN PASSEIG', Las Vegas, que només és accessible després de superar les missions de les dues ciutats anteriors, i Rio de Janeiro, només accessible després de superar les missions de Las Vegas. En totes les ciutats hi ha cotxes amagats, si és que el jugador troba els interruptors per obrir les comportes que barren el pas en la ubicació del vehicle. Es pot veure els diferents indrets reals de les ciutats, com el Navy Pier i el Wrigley Field a Chicago, la Plaza de la Revolución i el Capitoli a l'Havana, recreacions dels hotels de Las Vegas Strip, i el Corcovado i també indrets reals de Rio.

### Carreteres i carrers de les ciutats
- Chicago, IL

Al mode «fes un passeig», es comença al costat oest del Parc de Grant en la Intersecció del Congrés de l'Est i l'Avinguda Sud de Michigan.
Els límits de la ciutat estan marcats per l'autopista Interstate 90/94 Expressway a l'oest i el Lakeshore Drive (US Route 41) a l'est.
A la banda nord de Wrigleyville, els marges del 90/94 Express a la carretera de l'oest del Parc d'Irving (Illinois State Route 19) reconnecta amb la 41.
Com que en la banda sud, els marges de la Route 41 (Lakeshore Drive) enllacen amb l'Interstate 55 (Stevenson Expressway South), després s'enllaça amb la 90/94 Expressway on està la punta nord del mapa de Chicago i llavors es comença un altre cop la roda.

## Missions
Aquí hi ha una llista de les missions del videojoc, en la versió en anglès:

### CD 1
Chicago
1a Missió - Car Dash
2a Missió - Follow the car
3a Missió - Train Pursuit
4a Missió - Tailing the Drop
5a Missió - Gold Coast
6a Missió - Chase the intruder
7a Missió - Canes Compound
8a Missió - Canes Compound
Havana
9a Missió - Follow Up the Lead
10a Missió - Jack the Truck
11a Missió - Stop the Explosive Truck
12a Missió - Find the clue
13a Missió - Escape to the Ferry
14a Missió - To the Docks
15a Missió - Back to the Jones
16a Missió - The Jericho
17a Missió - Pursue Jericho
18a Missió - Escape the Brazilians

### CD 2
Las Vegas
19a Missió - Casino Getway
20a Missió - Beat the Train
21a Missió - Car Bomb
22a Missió - Car Bomb Getway
23a Missió - Bank Job
24a Missió - Steal the Ambulance
25a Missió - Stake Out
26a Missió - Steal the Keys
27a Missió - C4 Deal
28a Missió - Destroy the Yard
Rio de Janeiro
29a Missió - Bus Crush
30a Missió - Steal the cop car
31a Missió - Caine s Cash
32a Missió - Save Jones
33a Missió - Boat Jump
34a Missió - Jones in Trouble
35a Missió - Chase of the Gun Man
36a Missió - Lenny Scaping
37a Missió - Lenny s Get Couth

## Banda sonora
De manera semblant al videjoc anterior, el Driver 2 té una banda sonora reminiscent de les típiques pel·lícules de cotxes de la dècada de 1970, contenint diverses peces de funk i boogie com també cançons d'artistes i compositors famosos, per donar un caire retro al videojoc.
Les cançons del videojoc estan escrites a sota:
- Sitting Here Alone per Hound Dog Taylor- L'escena introductòria del videojoc en el bar Red River.
- Help Me per Sonny Boy Williamson- En Tanner arriba al seu apartament i s'enfronta contra en Jericho.
- Fever per The Dust Junkies- La primera escena cinemàtica a Las Vegas amb els camions en la gasolinera.
- In the Basement per Etta James- en el bar de Las Vegas quan en Tanner i en Jones disparen.
- Lacrimosa (Requiem) per Mozart- L'escena climàtica a Rio al replà de l'estàtua de Crist Redemptor.
- Just Dropped In (To See What Condition My Condition Was In) per Kenny Rogers & The First Edition)- Aquesta surt en l'escena final i els crèdits del videojoc

### Música de fons
La música de fons a cada ciutat és la típica de les pel·lícules de cotxes i els estils de música propis de cada ciutat. Per exemple, la música de fons a l'Havana té una influència de Son cubano, la música de fons a Las Vegas té influències de la música western de l'Amèrica del Nord i la música de fons de Rio està influenciada per la samba i la bossanova.
També cal dir que un dels temes de fons a les missions de Chicago és de Paul Phoenix del Tekken 3.
Els cotxes tenen per si sols 5 o 6 segons de música que es repeteix, a Chicago és Rock/Electro i a Las Vegas és Bateria & Baix.

## La curiositat
Hi ha diversos errors al videojoc, com ara la caiguda de vehicles des del cel.

## Desenvolupament
El videojoc va ser publicat primer per la videoconsola PlayStation i després es va fer una versió per la Game Boy Advance de Nintendo. Com que el videojoc era molt llarg, i els gràfics de les escenes animades eren massa avançats per a l'era PlayStation, el videojoc va ser llançat en dos discs. El primer disc contenia les dades de les dues primeres ciutats, i el segon disc per les dades referents a les dues últimes.

## Crítica
| Font cítica | Resultat | Comentari                                               |
| ----------- | -------- | ------------------------------------------------------- |
| GameSpot    | 8.2 / 10 | Driver 2 és una gran continuació                        |
| IGN         | 5.0 / 10 | Després de l'anterior gran entrega, aquest és el millor |
| PSX Extreme | 5.2 / 10 | Driver 2 és una ignomínia                               |

Hi ha hagut una crítica variada. GameSpot va citar que "Driver 2 és un videojoc extraordinari". IGN descriu que "un dels videojocs més decebedors, si és que no és el més decebedor del 2000." Alguns van aprofundir en les seves crítiques, com la gran qualitat dels gràfics o que no hi ha acció fora del vehicle.